# Rio Curmătura (Latoriţa)
O Rio Curmătura (Latoriţa) é um rio da Romênia, afluente do Rio Latoriţa, localizado no distrito de Vâlcea.